# Scoloplos novaehollandiae
Scoloplos novaehollandiae är en ringmaskart som först beskrevs av Johan Gustaf Hjalmar Kinberg 1866.  Scoloplos novaehollandiae ingår i släktet Scoloplos och familjen Orbiniidae. Inga underarter finns listade i Catalogue of Life.